# 비트스트림 (컴퓨터 과학)
비트스트림(Bitstream)은 비트의 시계열이다.
바이트스트림은 바이트가 나열된 것으로 일반적으로 각각 8비트로 되어 있으며 특별한 경우의 비트스트림으로 취급할 수 있다.
비트스트림은 전기통신과 컴퓨터에 예외적으로 쓰인다. 이를테면 SDH 통신 기술은 동기 비트스트림을 전달하며 TCP 전송 프로토콜은 동기 타이밍 없이 비트스트림을 전달한다.
비트스트림을 가져와 기억 장치의 매체에 저장할 때 컴퓨터 파일이 만들어진다.
비트스트림이라는 용어는 현장 프로그래머블 게이트 어레이 (FPGA)로 불러들일 구성 데이터에 대해 이야기할 때 언급된다. 이러한 이용은 일련의 비트 스트림(일반적으로 플래시 메모리 칩이나 PROM)으로부터 FPGA를 구성하는 공통 방식에 기반을 두고 있지만 대부분의 FPGA들은 바이트 병렬 로딩 방식도 지원한다.

## 같이 보기
- 바이트 스트림